# Deloitte
Deloitte Touche Tohmatsu Limited (også kendt som DTTL, og markedsført som Deloitte) er det største konsulentfirma i verden og en af de fire store revisionsvirksomheder sammen med PricewaterhouseCoopers, Ernst & Young og KPMG. Ifølge firmaets hjemmeside pr. 2023 har Deloitte over 415.000 ansatte i 150 lande, der leverer rådgivning inden for revision, skat, konsulentvirksomhed og finansielle ydelser. I 2021/2022 havde Deloitte en omsætning på 59,3 mia. dollar.
Virksomheden blev grundlagt i London af William Welch Deloitte i 1845.
Deloitte er organiseret som en frivillig medlemskabsorganisation under den schweiziske civillov, hvor hvert medlemsfirma er separat og uafhængigt. Firmaets verdenshovedkvarter ligger i New York City og det europæiske hovedkvarter i London.
I Danmark er Deloitte det største revisonsfirma og beskæftiger knap 3.200 ansatte fordelt på syv kontorer rundt om i landet. Deloitte Danmark blev grundlagt d. 1. april 1912 under navnet Revisions- og Forvaltnings-Institutet (også kendt som RFI) af bankmand og senere politiker Jens Hassing-Jørgensen.
1. juni 2023 fik Deloitte Danmark ny administrerende direktør, da Christian Jensby overtog posten fra Anders Dons.